# Soma de uma progressão aritmética

## A descoberta
Conta-se que um professor de Matemática mandou aos alunos de sua turma que somassem de 1 a 100 como forma de castigo. O professor ficou surpreso quando um dos alunos, Carl Friedrich Gauss, havia feito a soma corretamente em pouco tempo de uma outra forma.
Eis a ideia de Gauss:
Soma de 1 a 100:              {\displaystyle S=1+2+3+\dots +99+100}
A ordem não altera a soma:    {\displaystyle S=100+99+98+\dots +2+1}
Soma-se de membro a membro as duas igualdades:
{\displaystyle S=1+2+3+\dots +99+100}
{\displaystyle S=100+99+98+\dots +2+1}
______________________
{\displaystyle S+S=(1+100)+(2+99)+(3+98)+\dots +(99+2)+(100+1)}
{\displaystyle 2S=101+101+101+101+\dots +101} (100 vezes)
{\displaystyle 2S=101*100}
{\displaystyle S=[100(100+1)]/2}
{\displaystyle S=5050}
Generalizando:
{\displaystyle S=1+2+3+\dots +(n-2)+(n-1)+n}
{\displaystyle 2S=(n+1)+(n+1)+(n+1)+\dots +(n+1)} (n vezes)
{\displaystyle 2S=n(n+1)}
{\displaystyle S=[n(n+1)]/2}
Logo, {\displaystyle 1+2+3+\dots +n=[n(n+1)]/2}

## Exemplos
1) {\displaystyle S=1+2+3+\dots +68+69+70}
{\displaystyle S=[70(70+1)]/2}
{\displaystyle S=(70*71)/2}
{\displaystyle S=2485}
2){\displaystyle M=41+42+43+\dots +150}
Neste caso existem duas formas de encontrar a resposta.
1ª forma : {\displaystyle M=41+42+43+\dots +150}
{\displaystyle M=(40+1)+(40+2)+(40+3)+\dots +(40+110)}
{\displaystyle M=(40+40+40+\dots +40)+(1+2+3+\dots +110)}
{\displaystyle M=(40*110)+[(110*111)/2]}
{\displaystyle M=4400+6105}
{\displaystyle M=10505}
2ª forma: {\displaystyle M=41+42+43+\dots +150}
{\displaystyle M=(1+2+3+\dots +150)-(1+2+3+\dots +40)}
{\displaystyle M=[(150*151)/2]-[(40*41)/2]}
{\displaystyle M=11325-820}
{\displaystyle M=10505}